# Stenopogon iphis
Stenopogon iphis är en tvåvingeart som beskrevs av Seguy 1932. Stenopogon iphis ingår i släktet Stenopogon och familjen rovflugor. Inga underarter finns listade i Catalogue of Life.